# Yolanda Kakabadse

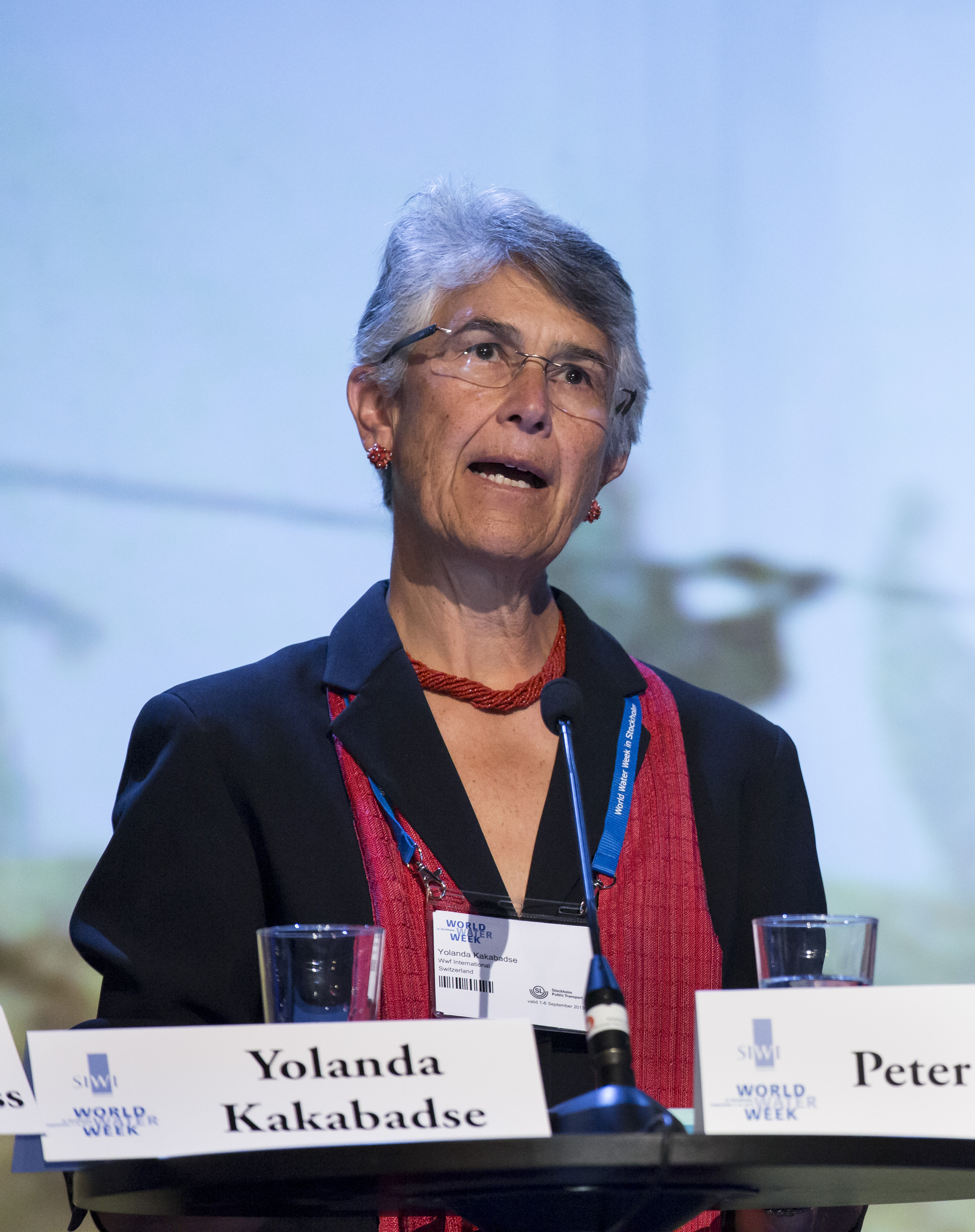
Yolanda Kakabadse (2013)

Yolanda Kakabadse (1948) was 2010 tot 2017 de Ecuadoraanse voorzitter van het Wereld Natuur Fonds.

## Loopbaan
Kakabadse studeerde educational psychology aan de Katholieke Universiteit van Quito en begon toen geïnteresseerd te raken in milieuvraagstukken. Ze was de stichter van de Fundación Natura in Quito en was er directeur van 1979 tot 1990. Ze was als lid van een niet-gouvernementele organisatie aanwezig bij de United Nations Conference on Environment and Development. In 1993 stichtte zij de Fundación Futuro Latinoamericano, waar ze als president werkte tot 2006. Van augustus 1998 tot januari 2000 was Kakabadse minister van milieu van Ecuador en van 1996 tot 2004 was ze president van de International Union for Conservation of Nature and Natural Resources. Van 2010 tot 2017 was ze voorzitter van het World Wide Fund for Nature.
Kakabadse is lid van de Conservation movement, lid van de Ford Foundation  en (sinds 2004) van de Holcim Foundation for Sustainable Construction.